# Лащенко Ростислав Митрофанович
Лащенко Ростислав Митрофанович (13(01).09.1878–30.10. 1929) — учений-правознавець, історик права, громадський і політичний діяч. Професор (1923).

## Біографія
Народився в м. Єлизаветград (нині м. Кропивницький) у сім'ї інспектора духовного училища, засновника місцевої української громади Митрофана Лащенка (1832—1903). Брат поета, освітянського і громадського діяча В'ячеслава Лащенка (1875—1953), батько письменників Олега (1914—1998) та Галини Лащенко (1911–99). Одружений з Марією Кабачковою, яка приходилася родичкою економісту і правнику, професору І. М. Кабачкову.
Закінчив 1896 Єлисаветградську гімназію і 1905 — юридичний факультет Київського університету (з дипломом 2-го ст.). У студентські роки був частим гостем київського будинку родини Косачів, захоплювався ідеями М.Драгоманова. Від 17 березня 1906 — молодший кандидат на посади по судовому відомству при Київському окружному суді. Стажувався в різних структурних підрозділах цього суду, а також при судовому слідчому 6-ї дільниці м. Київ. 1 липня 1907 за власним бажанням звільнився зі служби. У цьому ж році опублікував оповідь «Лейба Шмерль». 12 грудня 1907 знову був зарахований молодшим кандидатом на посади по судовому відомству при Київській судовій палаті і в січні 1908 направлений до судового слідчого 6-ї дільниці м. Київ. Від 29 лютого 1908 — старший кандидат на посади по судовому відомству. 8 березня цього ж року переведений у розпорядження Чернігівського окружного суду, 10 червня — до кримінального департаменту Київської судової палати, 7 серпня — у розпорядження голови Васильківського з'їзду мирових суддів. Від 27 серпня 1908 до 15 лютого 1909 виконував обов'язки мирового судді 6-ї дільниці Васильківського округу (див. Мировий суд). Надалі числився за Єлизаветградським окружним судом (з вересня 1909), Київ. суд. палатою (з жовтня 1909) та деякими ін. суд. установами. Після завершення кандидатського строку 18 грудня 1909 імператорським наказом по цивільному відомству був призначений міським суддею 1-ї дільниці м. Маріуполь, а згодом новим наказом від 22 квітня 1913 — дільничним мировим суддею Віленського міськ. суду. 28 грудня 1915 ордером міністра юстиції направлений до Київ. міськ. з'їзду мирових суддів на правах мирового судді.

### Після Лютневої революції
Після Лютневої революції 1917 — член Української партії соціалістів-федералістів (оформилася в червні 1917, перейменована 1923 на еміграції в Українську радикально-демократичну партію), один із засновників і членів президії Українського правничого товариства, створеного 30 квітня 1917. Брав участь в Українському правничому з'їзді 13–14 червня 1917 з доповіддю «Історичний огляд української правничої творчості» та в З'їзді поневолених народів 12 вересня 1917 з доповіддю про взаємовідносини окремих штатів держави з центральними органами федерації у зв'язку з ідеєю федералізації колишньої Російської імперії (зміст доповіді викладено в газеті «Народна воля» від 14 вересня 1917). На Українському правничому з'їзді був обраний членом Київського крайового судового комітету, створеного для підтримки зв'язків між Українською Центральною Радою і місцевими судовими установами. Викладав історію українського права в Київському українському народному університеті, відкритому в жовтні 1917.
Після змін у судоустрої, внесених законом Тимчасового уряду Росії «Про тимчасовий устрій місцевого суду» від 4 травня 1917, був 15 вересня 1917 обраний Київською міською думою дільничним мировим суддею. З проголошенням Української Народної Республіки 21 листопада 1917 був обраний надзвичайними Київськими повітовими земськими зборами мировим суддею Київського повітового округу, а в грудні 1917 став головою (президентом) Київського повітового з'їзду мирових суддів. Невдовзі, 2 січня 1918, Мала рада (див. Комітет Української Центральної Ради) обрала його до складу Київського апеляційного суду. Звільнений з попередньої посади лише 1 квітня 1918. Деякий час вважався порядкуючим департаментом Київського апеляційного суду, але реально суд тривалий час не працював у зв'язку з гетьманським переворотом 1918 і відновленням судових палат.
З приходом Директорії УНР — один з найактивніших членів Верховної слідчої комісії УНР по розслідуванню діяльності уряду Скоропадського (грудень 1918 — жовтень 1919; див. також П.Скоропадський). Після відновлення 26 січня 1919 Київ. апеляційного суду призначений членом цього суду, а 24 квітня — головою департаменту суду (у зв'язку з бойовими діями Київ. апеляційний суд відкрив свою діяльність лише з серпня 1919, працював він з перебоями і під кінець своєї діяльності включав лише двох суддів, у тому числі Л. як в. о. голови суду; у липні 1920 суд був евакуйований у м. Тарнув (Польща), де було кілька безуспішних спроб відновити його діяльність).

### Еміграція
Згодом переїхав до Львова, очолив там у червні 1921 Наддніпрянську допомогову секцію при Українському громадському комітеті. Опікувався емігрантськими справами (до розпуску комітету в жовтні 1921). Також працював у Бібліотеці Наукового товариства імені Шевченка у Львові. Цього ж року переїхав до Чехословаччини, почав викладати на факультеті права і суспільних наук в Українському вільному університеті в Празі (нині столиця Чехії), займав посади: доцента (1921), надзвичайного професора (з 1923) і звичайного професора (з 1925). Читав загальний курс історії українського права, а також спеціальні курси з історії окремих галузей українського права та організації судочинства в Україні. Написав і власним коштом видрукував для студентів підручник «Лекції по історії українського права» (ч. 1: Княжа доба. Прага 1923; ч. 2: Литовсько-польська доба. Прага, 1924). Водночас викладав цивільне право та цивільний процес в Українській господарській академії в Подєбрадах (нині місто в Чехії). Був членом емігрантського історико-філологічного товариства, співзасновником і до 1927 включно головою Правничого товариства в Празі, (статут товариства було затверджено 17 березня 1923). На засіданнях товариства (у перші 5 років його роботи) зробив 18 наук. доповідей. Опублікував кілька ґрунтовних наук. праць, серед них зокрема: «Литовський статут як пам'ятка українського права» (1923) і «Копні суди на Україні, їх походження, компетенція і устрій» (1926–27).
Історики укр. права вважають Л. одним із зачинателів української історико-юридичної науки в діаспорі.

## Історико-правові погляди
Історико-правові погляди Л. сформувалися значною мірою під впливом М.Владимирського-Буданова, лекції якого він слухав в університетські роки, а також під впливом праць В.Антоновича, М.Грушевського й ін. представників народницького напряму в українській історіографії та під впливом історико-юридичних робіт М.Василенка, М.Слабченка і їхніх однодумців. Правові явища Л. оцінював крізь призму «української ідеї». Досліджуючи «Руську правду», Статути Великого князівства Литовського, Березневі статті, звичаєве право та практику українських копних судів, шукав у їхніх текстах аргументи — своєрідну історико-правову підставу — для формулювання ідеї історичної необхідності творення українським народом власної державності. Засадничими для укр. державно-правового життя вважав принципи народоправства, децентралізації влади, домінування приватно-юридичних принципів у сфері державного управління, рівноправ'я та відсутності становості (див. Стани). При цьому допускав деяку ідеалізацію правових інститутів старої України. За останнє його не раз критикували співробітники Комісії ВУАН для виучування історії західноруського та українського права.
Водночас послідовно обстоював федералістсько-автономістську концепцію державного устрою, вважав, що основоположними принципами федеративного зв'язку України з Росією мають бути добровільність і політична самостійність (власна державність) України. Витоки цих принципів убачав у договорі України з Росією 1654, який розцінював як персональну унію, що не перекреслила політичну і державну самостійність України.
Помер у м. Прага, похований на міському кладовищі м. Подєбради. На вшанування Ростислава Лащенка на Меморіальному пам'ятному знаку, встановленому працівниками Української Господарської Академії на цвинтарі Подєбрад, встановлено окрему меморіальну дошку.
На початку 21 ст. в політологічній літературі почала домінувати оцінка Л. як представника «народницького напряму в українській зарубіжній історико-політичній науці» з неодноразовим застереженням, що в ряді випадків йому притаманний синтез «народницької» і «державницької» ідеологій. Така оцінка методологічно пов'язана з перенесенням класифікації наукових підходів, прийнятної в сучасній українській історичній науці щодо творчості істориків, на творчість представників історико-юридичної науки, але, на думку правознавців, сама ця класифікація стосовно юрид. науки є некоректною. За самим предметом свого дослідження правознавець, у тому числі історик права, є «державником».